# Fredrik Alneng
Claes Fredrik Alneng,  tidigare Abrahamsen, född 16 maj 1967 i Täby, är en svensk filmklippare och barnskådespelare. Han är son till regissören Christer Abrahamsen.

## Filmografi

### Roller
- 1979 – Katitzi – Pelle

### Klippning
- 1994 – Black and white in color
- 1995 – Urladdning
- 1997 – Under ytan
- 1998 – Bukarests diskreta charm
- 1999 – Faust i Piteå
- 1999 – Födelsedagar och andra katastrofer
- 1999 – En liten film om hockey
- 1999 – My Cherie Amour – söndag
- 2000 – Den bästa sommaren
- 2000 – Del av den värld som är din
- 2000 – Pappa & jag
- 2000 – Sleeping Beauties
- 2000 – Tillsammans
- 2000 – The Working of Utopia
- 2001 – Hem ljuva hem
- 2001 – Känd från TV
- 2002 – Flotten
- 2002 – Hundtricket
- 2002 – Kontraktet
- 2003 – Dieten
- 2003 – Mamma pappa barn
- 2003 – Norrmalmstorg
- 2003 – Paragraf 9 (TV-serie)
- 2005 – Komplett galen
- 2006 – Babas bilar
- 2006 – Ledas längtan
- 2006 – Moreno och tystnaden
- 2006 – Ett äktenskap
- 2006 – Höök (TV-serie)
- 2006 – Mäklarna (TV-serie)
- 2007 – Fjärde dagen över tiden
- 2008 – Iskariot
- 2009 – Playa del Sol (TV-serie)
- 2011 – The Stig-Helmer Story
- 2012 – Sean Banan inuti Seanfrika
- 2013 – De dansande andarnas skog
- 2013 – Maskinen – en film om poeten Johan Jönson
- 2014 – American Burger
- 2015 – Min hemlighet (TV-serie)
- 2016–2017 – Syrror (TV-serie)
- 2018 – Sune vs Sune
- 2019 – Sune – Best Man